# أولها باسانسكا
أولها باسانسكا (الأوكرانية: Ольга Олександрівна Басанська، من مواليد 6 يناير 1992)، وهي لاعبة كرة قدم أوكرانية تلعب كمدافعة وظهرت مع المنتخب الأوكراني للسيدات.